# Liste der Staatsoberhäupter 1838
Übersicht
◄◄ | ◄ | 1834 | 1835 | 1836 | 1837 | Liste der Staatsoberhäupter 1838 | 1839 | 1840 | 1841 | 1842 | ► | ►►

Weitere Ereignisse

## Afrika
- Ägypten
  - Vizekönig: Muhammad Ali Pascha (1805–1848)

- Äthiopien
  - Kaiser: Sahle Dengel (1832–1841)

- Buganda
  - König: Suna II. (1836–1856)

- Bunyoro
  - König: Nyabongo II. (1835–1848)

- Burundi
  - König: Ntare IV. Rugamba (1796–1852)

- Dahomey
  - König: Gézo (1818–1856)

- Madagaskar
  - Königin: Ranavalona I. (1782–1861)
  - Premierminister: Rainiharo († 1852)

- Marokko
  - Sultan der Alawiden-Dynastie: Mulai Abd ar-Rahman (1822–1859)

- Ruanda
  - König: Mutara II. (1830–1853)

- Kalifat von Sokoto
  - Kalif:
    - Muhammad Bello (1814–1837)
    - Abu Bakr Atiku I. (1837–1842)

  - Großwesir: Gidago dan Laima (1817–1842)

- Zulu
  - König: Dingane ka Senzangakhona (1828–1840)

## Amerika

### Nordamerika
- Mexiko
  - Staats- und Regierungschef: Präsident Anastasio Bustamante (1837–1839, 1839–1841)

- Vereinigte Staaten von Amerika
  - Staats- und Regierungschef: Präsident Martin Van Buren (1837–1841)

### Mittelamerika
- Haiti
  - Staats- und Regierungschef: Präsident Jean-Pierre Boyer (1818–1843)

- Zentralamerikanische Konföderation
  - Costa Rica (ab 14. November unabhängig)
    - Staatschef Manuel Aguilar Chacón (1837–1841)

  - El Salvador:
    - Staatschef Diego Vigil (1837–6. Januar 1838)
    - Staatschef Timoteo Menéndez (6. Januar 1838–1839)

  - Guatemala:
    - Staatschef José Mariano Gálvez (1831–3. März 1838)
    - Staatschef Pedro José Valenzuela (3. März–29. Juli 1838)
    - Staatschef Mariano Rivera Paz (29. Juli 1838–1839)

  - Honduras (ab 26. Oktober unabhängig)
    - Staatschef: ?

  - Los Altos (gegründet am 2. Februar)
    - Staatschef: ?

  - Nicaragua (ab 30. April unabhängig)
  - Staatschef José Núñez (1837–Januar 1838)
    - Oberster Direktor Francisco Jiménez Rubio (Januar–13. März 1838)
    - Oberster Direktor José Núñez (13. März 1838–1839)

### Südamerika
- Bolivien
  - Staats- und Regierungschef: Präsident Andrés de Santa Cruz (1829–1839)

- Brasilien
  - Herrscher: Kaiser Peter II. (1831–1889)

- Chile
  - Staats- und Regierungschef: Präsident José Joaquín Prieto (1831–1841)

- Ecuador
  - Staats- und Regierungschef: Vicente Rocafuerte (1834–1839, in Rebellion)

- Neugranada (heute Kolumbien)
  - Staats- und Regierungschef: Präsident José Ignacio de Márquez (1837–1841)

- Paraguay
  - Staats- und Regierungschef: Konsul Gaspar Rodríguez de Francia (1814–1840)

- Peru (umstritten)
  - Staats- und Regierungschef:
    - Oberster Protektor der Konföderation Andrés de Santa Cruz (1836–25. August 1838)
    - Präsident Agustín Gamarra (25. August 1838–1841)

- Río de la Plata (heute Argentinien)
  - Staats- und Regierungschef: (vakant)
  - Gouverneur der Provinz Buenos Aires: General Juan Manuel de Rosas (1835–1852)

- Uruguay
  - Staats- und Regierungschef:
    1. Präsident Manuel Oribe (1835–24. Oktober 1838)

    - (amtierend) Senatspräsident Gabriel Antonio Pereira (24. Oktober–11. November 1838)
    - Präsident Fructuoso Rivera (11. November 1838–1843)

- Venezuela (umstritten)
  - Staats- und Regierungschef: Präsident Carlos Soublette (1837–1839, 1843–1847)

## Asien
- Abu Dhabi
  - Kalif: Kalif bin Shakhbut (1833–1845)
  - Sultan: Sultan bin Shakhbut (1833–1845)

- Afghanistan
  - Emir: Abdul Wakil Panah Khan (1822–1839)
  - Emir:  Dost Mohammed Khan (1826–1839)

- Bahrain
  - Scheich: Muhammad ibn Khalifah Al Khalifah (1834–1842)

- Brunei
  - Sultan Omar Ali Saifuddin II. († 1852)

- China (Qing-Dynastie)
  - Kaiser: Daoguang (1821–1850)

- Britisch-Indien
  - Generalgouverneur: George Eden (1836–1842)

- Japan
  - Kaiser: Ninkō (1817–1846)
  - Shōgun: (Tokugawa): Tokugawa Ieyoshi (1837–1853)

- Korea (Joseon)
  - König: Heonjong (1834–1849)

- Persien (Kadscharen-Dynastie)
  - Schah: Mohammed Schah (1834–1848)

- Thailand
  - König: Rama III., König von Thailand (1824–1851)

## Australien und Ozeanien
- Hawaii
  - König: Kamehameha III. (1825–1854)

## Europa
- Andorra
  - Co-Fürsten:
    - König der Franzosen: Louis-Philippe (1830–1848)
    - Bischof von Urgell: Simó de Guardiola i Hortoneda (1828–1851)

- Belgien
  - Staatsoberhaupt: König Leopold I. (1831–1865)
  - Regierungschef: Ministerpräsident Barthélémy de Theux de Meylandt (1834–1840, 1846–1847, 1871–1874)

- Dänemark
  - König: Friedrich VI. (1808–1839) (1808–1814 König von Norwegen)

- Deutscher Bund
  - Österreich
    - Kaiser: Ferdinand I. (1835–1848)

  - Preußen
    - König: Friedrich Wilhelm III. (1797–1840)
      - Staatskanzler: Carl Friedrich Heinrich Graf von Wylich und Lottum (1823–1841)

  - Fürstentum Anhalt-Bernburg
    - Herzog: Alexander Carl (1834–1863)

  - Fürstentum Anhalt-Dessau
    - Herzog: Leopold IV. (1817–1871)

  - Fürstentum Anhalt-Köthen:
    - Herzog: Heinrich (1830–1847)

  - Baden
    - Großherzog: Leopold (1830–1852)
      - Präsident des Staatsministeriums: Sigismund Freiherr von Reitzenstein (1832–1842)

  - Bayern
    - König: Ludwig I. (1825–1848)
      - Staatsminister: Friedrich August Freiherr von Gise (1832–1846)

  - Braunschweig
    - Herzog: Wilhelm (1831–1884)

  - Bremen
    - Bürgermeister: Johann Smidt (1821–1857)
    - Bürgermeister: Heinrich Gröning (1821–1839)
    - Bürgermeister: Simon Hermann Nonnen (1822–1847)
    - Bürgermeister: Johann Michael Duntze (1824–1845)

  - Frankfurt
    - Älterer Bürgermeister: Johann Gerhard Christian Thomas (1832, 1835, 1838)

  - Hamburg
    - Bürgermeister: Johann Heinrich Bartels (1820–1850)
    - Bürgermeister: Amandus Augustus Abendroth (1831–1842)
    - Bürgermeister: Christian Daniel Benecke (1835–1851)
    - Bürgermeister: David Schlüter (1835–1843)

  - Hannover
    - König: Ernst August (1837–1851)

  - Hessen-Darmstadt
    - Großherzog: Ludwig II. (1830–1848)
      - Präsident des Gesamt-Ministeriums: Karl du Thil (1829–1848)

  - Hessen-Homburg
    - Landgraf: Ludwig (1829–1839)

  - Hessen-Kassel
    - Kurfürst: Wilhelm II. (1821–1847)

  - Hohenzollern-Hechingen
    - Fürst: Friedrich (1810–1838)
    - Fürst: Konstantin (1838–1849)

  - Hohenzollern-Sigmaringen
    - Fürst: Karl (1831–1848)

  - Holstein und Lauenburg (1815–1864 Personalunion mit Dänemark)
    - Herzog: Friedrich VI. (1815–1839)

  - Liechtenstein
    - Fürst: Alois II. (1836–1858)

  - Lippe
    - Fürst: Leopold II. (1802–1851)

  - Lübeck
    - Bürgermeister: Christian Nicolaus von Evers (1836, 1838, 1840, 1842, 1844)

  - Luxemburg (1815–1890 Personalunion mit den Niederlanden)
    - Großherzog: Wilhelm I. (1815–1840)

  - Mecklenburg-Schwerin
    - Großherzog: Paul Friedrich (1837–1842)
      - Erster Minister: Christian Friedrich Krüger (1837–1840)

  - Mecklenburg-Strelitz
    - Großherzog: Georg (1816–1860)
      - Staatsminister: Otto von Dewitz (1827–1848)

  - Nassau
    - Herzog: Wilhelm (1816–1839)
      - Staatsminister: Carl Wilderich von Walderdorff (1834–1842)

  - Oldenburg
    - Großherzog: Paul Friedrich August (1829–1853)
      - Staatsminister: Karl Ludwig Friedrich Josef von Brandenstein (1814–1842)

  - Reuß ältere Linie
    - Fürst: Heinrich XX. (1836–1859)

  - Reuß-Lobenstein-Ebersdorf
    - Fürst: Heinrich LXXII. (1822–1848)

  - Reuß-Schleiz
    - Fürst: Heinrich LXII. (1818–1848)

  - Sachsen
    - König: Friedrich August II. (1836–1854)

  - Sachsen-Altenburg
    - Herzog: Joseph (1834–1848)

  - Sachsen-Coburg und Gotha
    - Herzog: Ernst I. (1826–1844)
      - Staatsminister: Anton von Carlowitz (1826–1840)

  - Herzogtum Sachsen-Meiningen
    - Herzog: Bernhard II. (1803–1866)

  - Sachsen-Weimar-Eisenach
    - Großherzog: Carl Friedrich (1828–1853)

  - Schaumburg-Lippe
    - Fürst: Georg Wilhelm (1787–1860) (bis 1807 Graf)

  - Schwarzburg-Rudolstadt
    - Fürst: Friedrich Günther (1807–1867)

  - Schwarzburg-Sondershausen
    - Fürst: Günther Friedrich Karl II. (1835–1880)

  - Waldeck und Pyrmont
    - Fürst: Georg II. (1813–1845)
      - Regierungsdirektor: Burchard Christian von Spilcker (1823–1838)
      - Regierungsdirektor: Georg Christian August Varnhagen (1838–1843)

  - Württemberg
    - König: Wilhelm I. (1816–1864)
      - Präsident des Geheimen Rats: Eugen Freiherr von Maucler (1831–1848)

- Frankreich
  - König: Ludwig Philipp (1830–1848)
    - Präsident des Ministerrates: Louis-Mathieu Molé (1836–1839, 1848)

- Griechenland
  - König: Otto I. (1832–1862)

- Italienische Staaten
  - Kirchenstaat
    - Papst: Gregor XVI. (1831–1846)

  - Lombardo-Venetien (1815–1859/66 Personalunion mit Österreich)
    - König: Ferdinand (1835–1848)

  - Lucca
    - Herzog: Karl Ludwig (1824–1847)

  - Modena und Reggio
    - Herzog: Franz IV. (1814–1846)

  - Parma, Piacenza und Guastalla
    - Herzogin: Marie-Louise (1814–1847)

  - San Marino
    - Capitani Reggenti: Giuseppe Mercuri, Marc' Antonio Tassini (1. Oktober 1837–1. April 1838)
    - Capitani Reggenti: Girolamo Gozi, Francesco Guidi Giangi (1. April 1838–1. Oktober 1838)
    - Capitani Reggenti: Mariano Begni, Domenico Maria Belzoppi (1. Oktober 1838–1. April 1839)

  - Sardinien
    - König: Karl Albert (1831–1849)

  - Königreich beider Sizilien
    - König: Ferdinand II. (1830–1859)

  - Toskana
    - Großherzog Leopold II. (1824–1859)

- Monaco
  - Fürst: Honoré V. (1819–1841)

- Montenegro (bis 1878 unter osmanischer Suzeränität)
  - Fürstbischof (Vladika): Petar II. Petrović-Njegoš (1830–1851)

- Niederlande
  - König: Wilhelm I (1815–1840)

- Norwegen
  - König: Karl III. Johann (1818–1844) (identisch mit Karl XIV. Johann von Schweden; Norwegisch-Schwedische Personalunion)

- Osmanisches Reich
  - Sultan: Mahmud II. (1808–1839)

- Portugal (1837–1853 gemeinsame Herrschaft)
  - Königin: Maria II. (1826–1828, 1834–1853)
  - König: Ferdinand II. (1837–1853) (1853–1855 Regent)

- Russland
  - Kaiser: Nikolaus I. (1825–1855)

- Schweden
  - König: Karl XIV. Johann (1818–1844) (1818–1844 König von Norwegen)

- Serbien (bis 1878 unter osmanischer Suzeränität)
  - Fürst: Miloš Obrenović (1817–1839, 1858–1860)

- Spanien
  - Königin: Isabella II. (1833–1868)
  - Regentin: Maria Christina (1833–1840)

- Ungarn
  - König: Ferdinand V. (2. März 1835–1848) (1835–1848 König von Böhmen, 1835–1848 Kaiser von Österreich)

- Vereinigtes Königreich
  - Staatsoberhaupt: Königin Victoria (1837–1901) (1877–1901 Kaiserin von Indien)
  - Regierungschef: Premierminister William Lamb, 2. Viscount Melbourne (1834, 1835–1841)

- Walachei (unter osmanischer Oberherrschaft)
  - Fürst: Alexandru II Ghica (1834–1842, 1856–1858)